# Талисманът
„Талисманът“ (на английски: The Talisman) е роман на ужасите от Стивън Кинг и Питър Строб.

## Сюжет
Внимание:  Текстът по-долу разкрива сюжета на произведението (или части от него)!
Главният герой е момче, чиято майка е смъртно болна. Решено да я спаси, то тръгва да търси Талисмана — амулет със свръхестествени възможности. За да го намери, то трябва да премине през Териториите — странна местност, която се намира извън познатия ни свят. След премеждия, срещи с приятели и врагове то успява да постигне целта си.